# HH. Gallus en Ulrichkerk
De HH. Gallus en Ulrichkerk (Duits: Kirche St. Gallus und Ulrich) is een katholieke parochiekerk van de Zuid-Duitse plaats Kißlegg (Baden-Württemberg).

## Geschiedenis

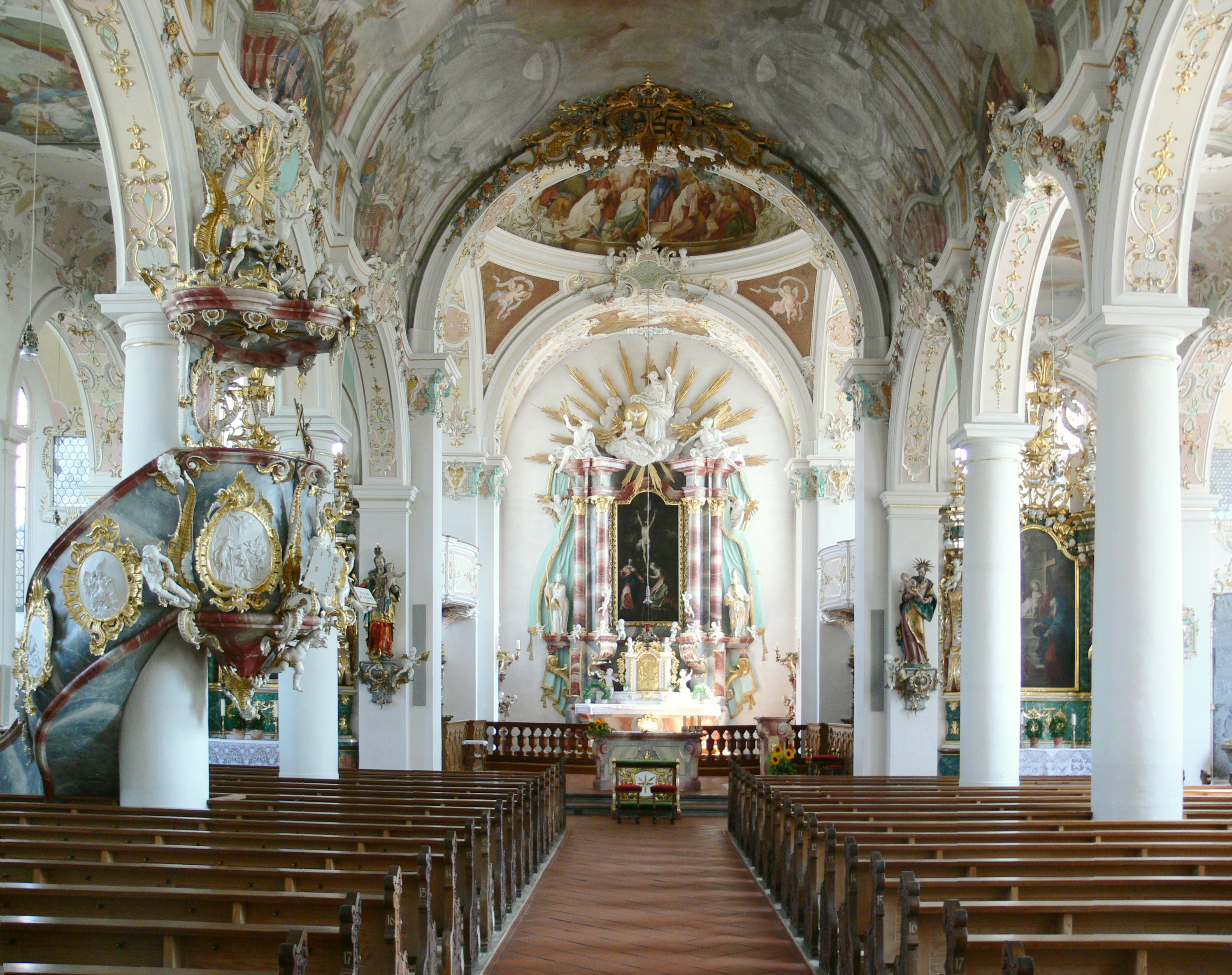
Interieur

De gotische voorganger van de huidige kerk werd in de jaren 1734-1738 onder leiding van Johann Georg Fischer verbouwd. Bij de realisatie van het serene koor en de verhoging van de zijschepen bleef de oude gotische structuur grotendeels bewaard.
Samen met het stucwerk van Johannes Schütz en de beschildering door Franz Anton Erler en Benedikt Gambs de Jongere ontstond door Fischers verbouwing een van de fraaiste barokkerken in de regio.
De kerk werd voor het laatst in de jaren 1974 tot 1980 grondig gerenoveerd.

## Interieur
In de kerk bevinden zich onder andere een Moeder Gods uit 1623 (toegeschreven aan Hans Zürn de Oudere), een barokke preekstoel van Johann Wilhelm Hegenauer uit 1745 en talrijke grafmonumenten uit de 16e en 17e eeuw.
De kerk bezit een waardevolle zilverschat met objecten uit de periode 1741-1755 van het atelier van de zilversmid Franz Christoph Mäderl uit Augsburg, die op Franz Joseph Lohr, pastoor in Kißlegg van 1732 tot 1775, teruggaat.

## Afbeeldingen

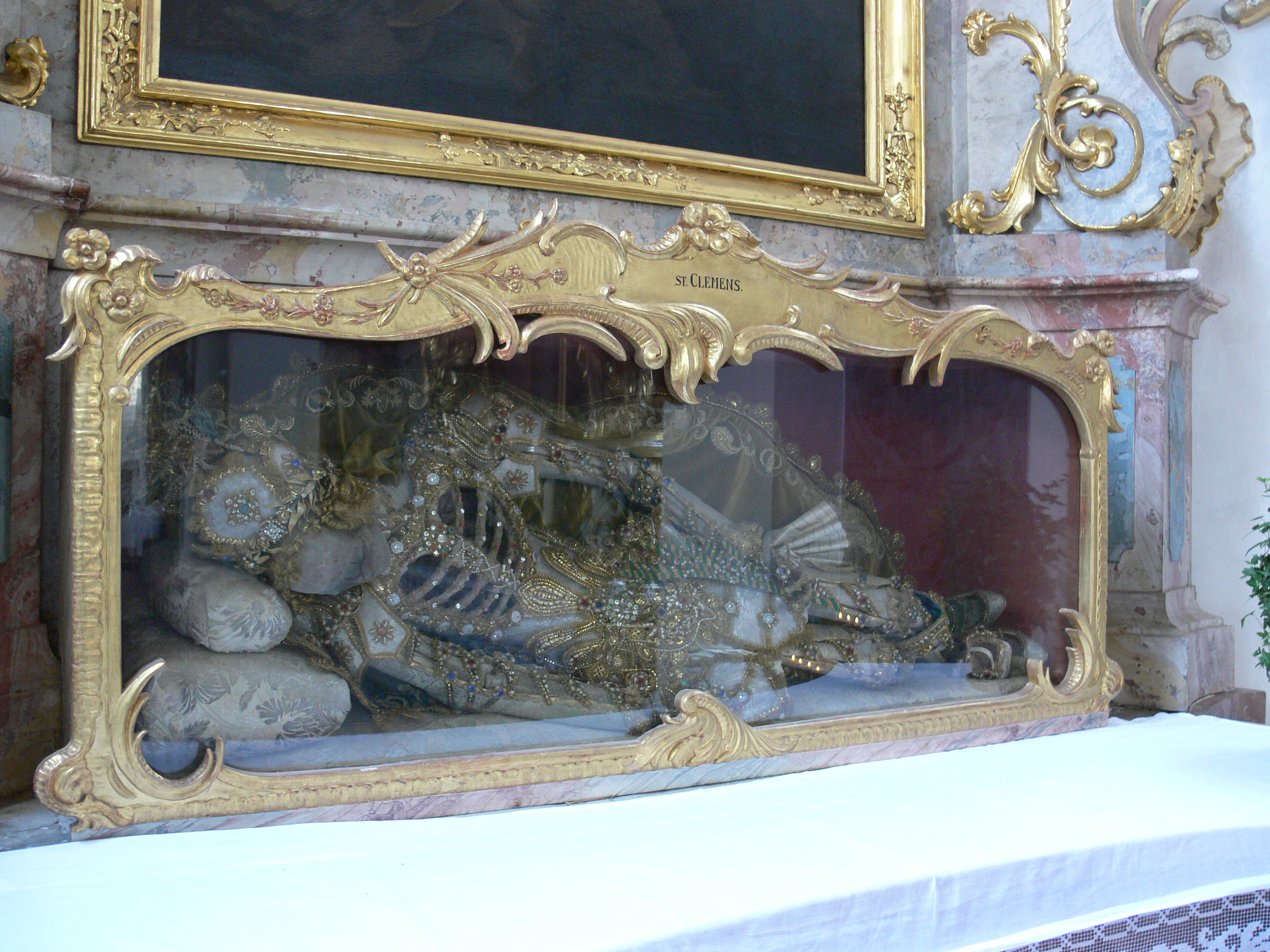
Sarcofaag Sint-Clemens
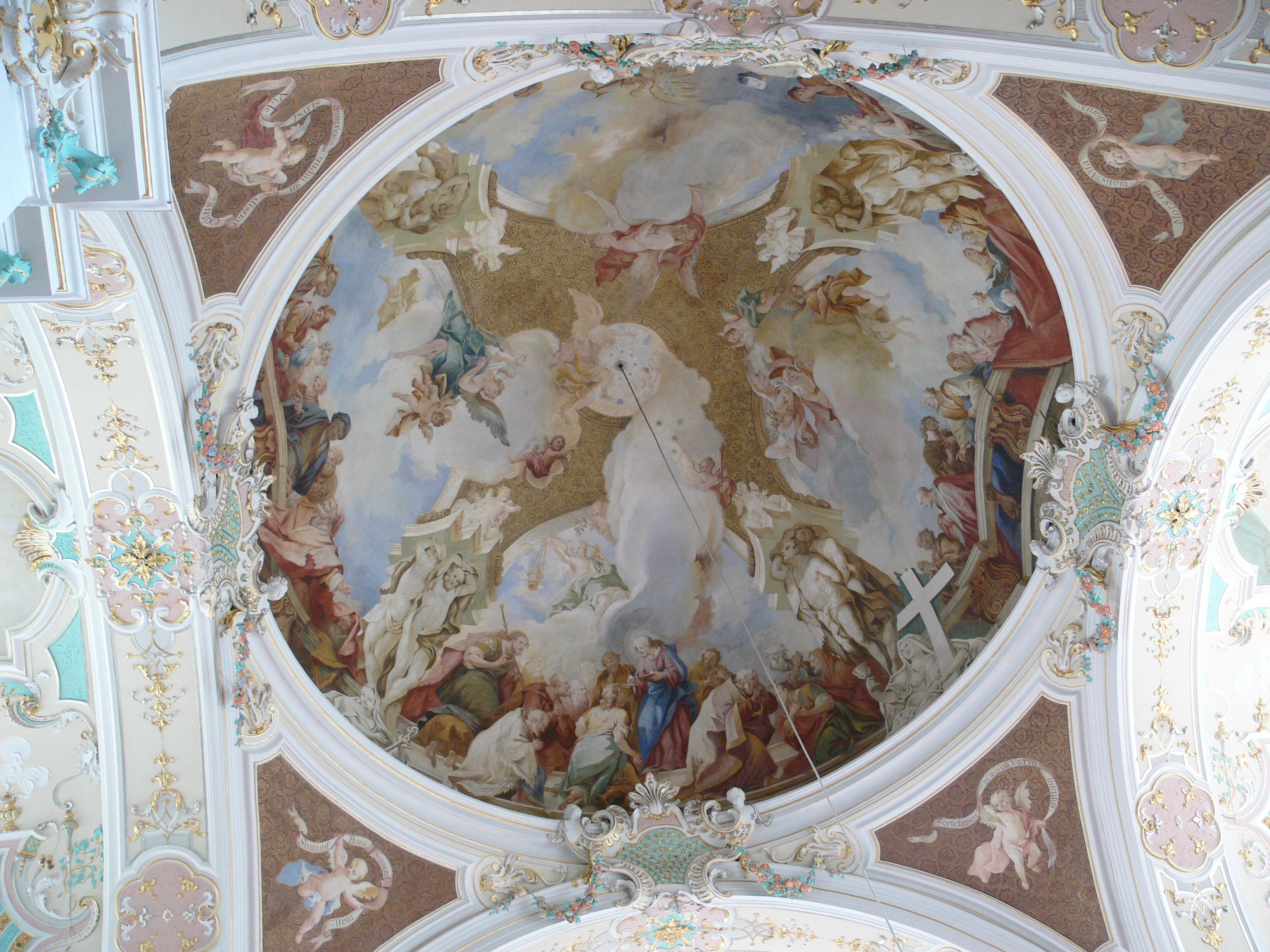
Koorkoepel
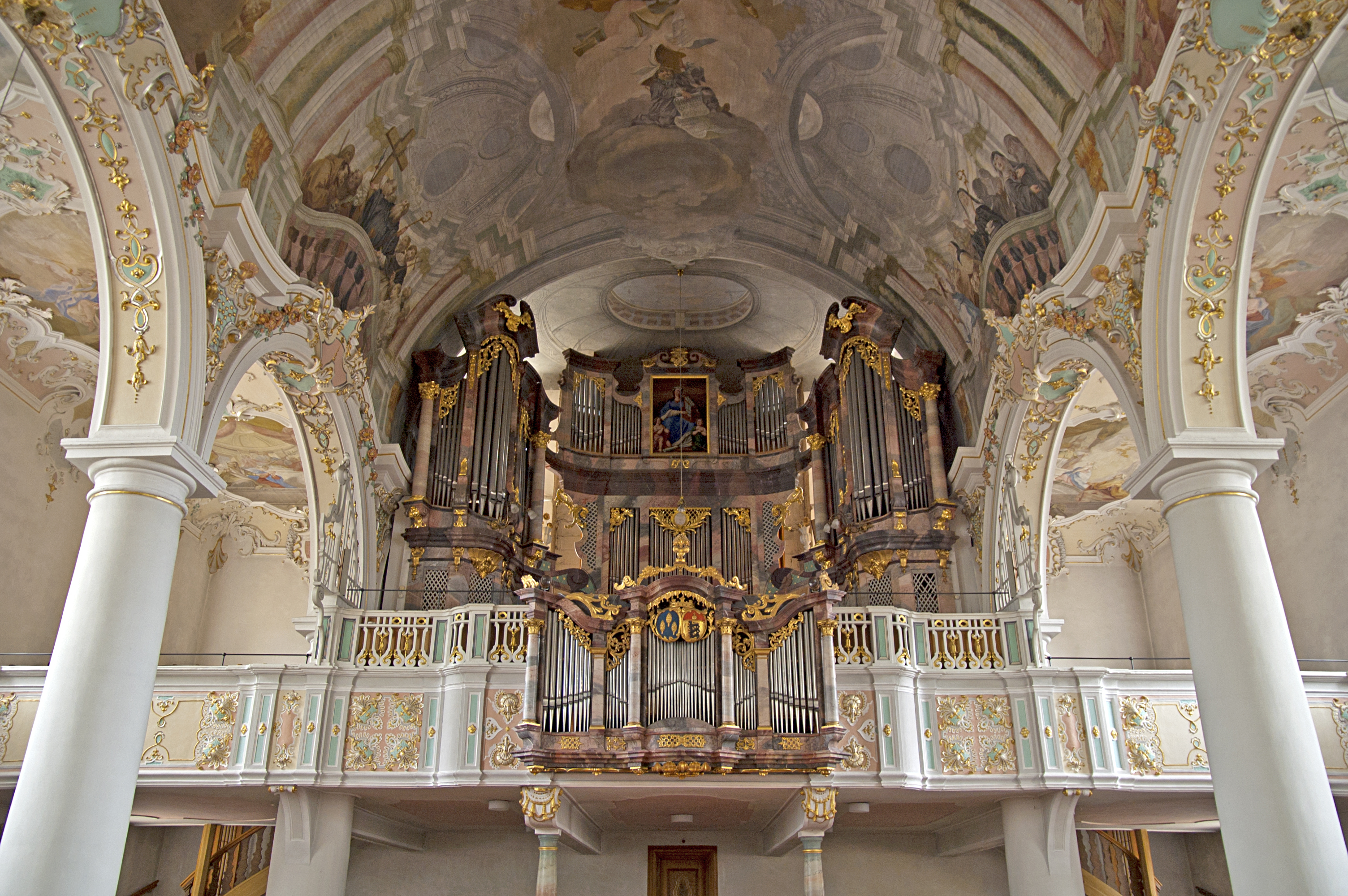
Orgelgalerij
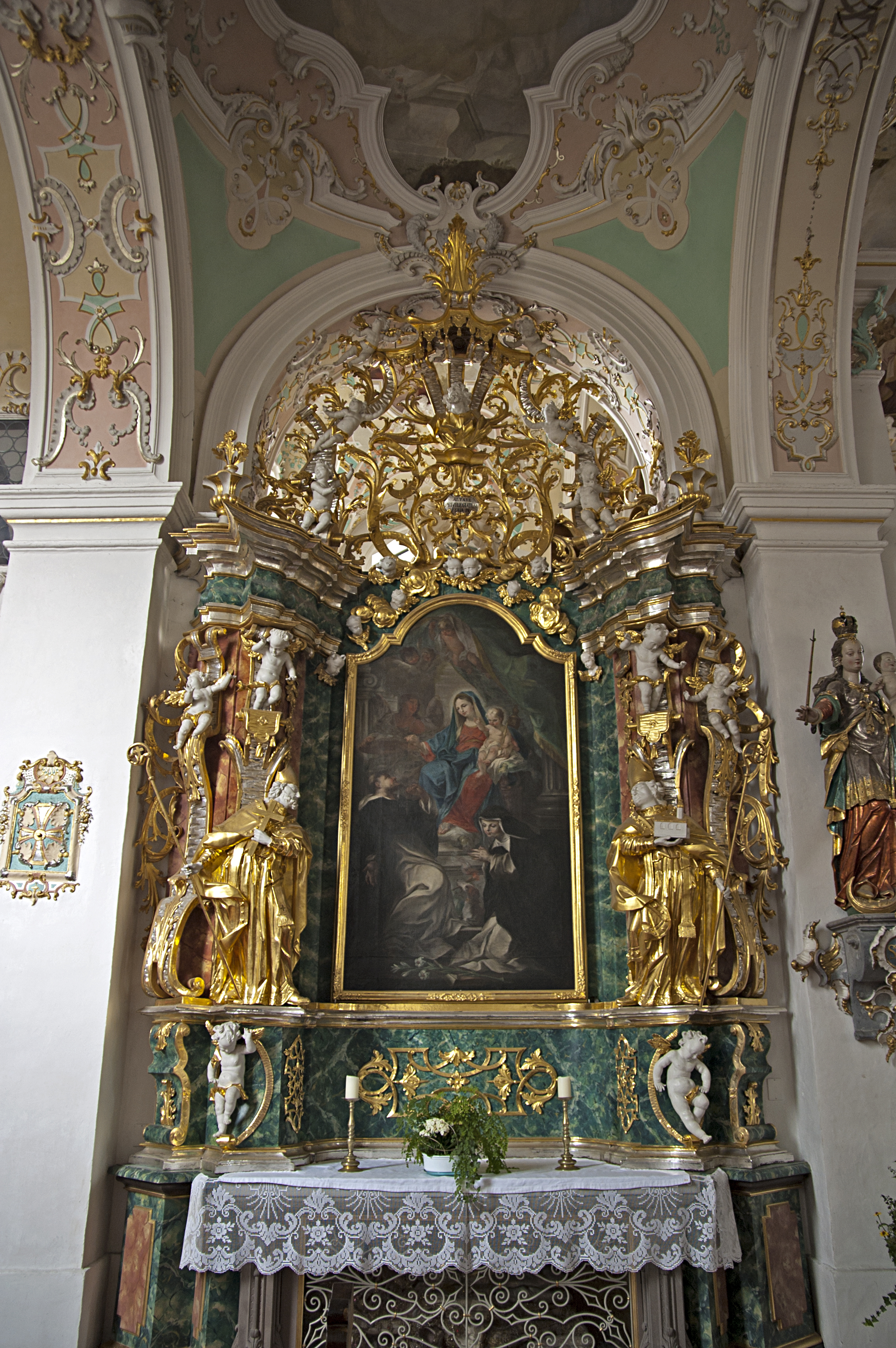
Zijaltaar